# Властелины Вселенной (фильм, 2026)
«Властелины Вселенной» (англ. Masters of the Universe) — предстоящий американский супергеройский фильм режиссёра Трэвиса Найта, основанный на одноимённой франшизе компании Mattel. Станет перезапуском фильма 1987 года.
Премьера фильма в США запланирована на 5 июня 2026 года.

## Сюжет
10-летний принц Адаме терпит крушение на космическом корабле и разлучается со своим волшебным Мечом Силы — единственной связью со своим родным домом на Этернии. Отыскав его почти два десятилетия спустя, он отправляется обратно, чтобы защитить родную планету от злых сил. Для этого принцу Адаму придётся раскрыть тайны своего прошлого и стать Хи-Меном — самым могущественным человеком во Вселенной.

## В ролях
- Николас Голицын — Принц Адам / Хи-Мен
- Камила Мендес — Тила
- Элисон Бри — Зло-Лин
- Джаред Лето — Скелетор
- Идрис Эльба
- Сэм Си Уилсон
- Хафтор Бьёрнссон
- Койо Атта

## Производство

### Разработка
В 2006 году сообщалось, что Джон Ву разрабатывает новый фильм о Хи-Мене, однако проект так и не был реализован.
В сентябре 2009 года компания Sony Pictures Entertainment приобрела права на экранизацию «Властелинов Вселенной» у Warner Bros. Pictures, её продюсером должен был стать Джоэл Сильвер, однако и этот проект реализован не был из-за разногласий по поводу содержания фильма. В апреле 2010 года Майк Финч и Алекс Литвак написали черновик сценария к фильму. Режиссёром фильма должен был стать Джон Стивенсон.
В 2012 году прошли переговоры с Джоном Чу, который мог стать режиссёром фильма. Дольф Лундгрен, сыгравший Хи-Мена в экранизации 1987 года, заявил в интервью IGN, что он может сыграть в новом фильме роль короля Рандора. В октябре 2012 года Ричард Уэнк занялся новым сценарием фильма. Через год новым сценаристом был назначен Терри Россио, а Джон Чу отказался от участия в проекте.
В апреле 2014 года в СМИ появилась информация о том, что новым режиссёром фильма назначен Джефф Уодлоу, который также займётся переписыванием сценария.
В августе 2015 года Кристофер Йост был нанят для написания нового сценария «Властелинов Вселенной».
В январе 2016 года было объявлено, что режиссёром фильма станет Макджи, а сценарий Финча и Литвака будет переписан. В апреле 2017 года Макджи вышел из проекта, а новым сценаристом назначен Дэвид Гойер. В декабре 2017 года было объявлено, что Гойер станет не только сценаристом, но и режиссёром фильма. В феврале 2018 года стало известно, что Гойер не будет режиссёром, однако останется исполнительным продюсером и сценаристом. По словам художника Карлоса Хуанте, который работал над сценарием вместе с Гойером, компания Sony решила, что сценарий Гойера слишком дорогой для экранизации — Дэвид хотел, чтобы фильм был эпичным, в духе кинотрилогии «Властелин колец», но его идеи отвергли.
В апреле 2018 года портал Variety сообщил, что режиссёрами фильма станут братья Эрон и Адам Ни. В январе 2019 года Арт Маркам и Мэтт Холлоуэй приступили к написанию нового сценария к фильму.
В январе 2022 года права на дистрибуцию фильма у Sony приобрела компания Netflix. Тогда же стало известно, что роль Хи-Мена в новом фильме исполнит Кайл Аллен, а новый сценарий уже написан братьями Эроном и Адамом Ни совместно с Дэвидом Каллахамом. В октябре 2022 года Аллен заявил, что он работает по шесть часов в день, подготавливая себя к роли. В июле 2023 года компания Netflix объявила об отмене производства фильма, потратив на его разработку 30 млн долларов США, после чего компания Mattel начала искать нового дистрибутора.
В феврале 2024 года права на дистрибуцию фильма приобрела компания Amazon MGM Studios. Режиссёром был назначен Трэвис Найт, сценаристом — Крис Батлер, который перепишет черновик сценария Дэвида Каллахама и братьев Ни. В мае 2024 года на роль Хи-Мена был утверждён Николас Голицын, сменивший Кайла Аллена.

### Съёмки
Съёмки неоднократно переносились: их планировалось начать в июле 2019 года в Праге (Чехия), затем летом 2022 года и в апреле 2023 года.
В итоге съёмки начались 6 января 2025 года в Лондоне.

## Премьера
Премьера фильма в США запланирована на 5 июня 2026 года, дистрибутором станет Amazon MGM Studios. Ранее планировалось выпустить фильм 5 марта 2021 года, но затем в указанную дату было решено выпустить фильм «Анчартед: На картах не значится» (хотя и его релиз позднее также был перенесён).